# Бьом Єлизавета Меркурівна
Єлизавета Меркурівна Бьом (Boehm), (народилась 24 лютого 1843 року у Санкт-Петербурзі — померла 25 липня 1914 року там таки) — російська художниця, дизайнерка листівок.

## Життєпис
Народилася як Єлизавета Меркурівна 24 лютого 1843 року у дворянській родині в Санкт-Петербурзі, хоча дитинство провела в родовому маєтку в Шепцово (Szyptsewo, рос. Щепцово / Щипцево) Пошехонського повіту Ярославської губернії. Її батько — Меркурій Миколайович Ендауров (рос. Меркурий Николаевич Эндауров) — був колезьким асесором. Зростала в багатодітній родині: мала трьох братів і двох сестер. З 1857 по 1864 рік навчалася в Рисувальній школі Імператорського товариства заохочення красних мистецтв у Петербурзі, яку закінчила з відзнакою (отримавши срібну медаль). Повернувшись до родинного маєтку, вона присвятила себе творчості — робила ілюстрації до творів Миколи Некрасова, сценок із сільського життя, а також численні літографії та малюнки за власним дизайном. У 1867 році вийшла заміж за Людвіга Бьома (1825—1904) — російського скрипаля — віртуоза угорського походження, професора Петербурзької консерваторії; незважаючи на різницю у віці (18 років), шлюб виявився щасливим. У 1868 році у них народилася єдина донька, також Єлизавета (після зміни сімейного стану — Барсова).
У 1875 році вона створила альбом із листівками «Силуети» (рос. Силуэты), а в 1877 році — альбом «Силуети з життя дітей». Обидва були видані в Картографічному інституті Олексія Афіногеновича Ільїна, який був її дядьком. У 1880 році вона створила альбом «Пиріг» (рос. Пирог), а в 1882 році — альбом «Із сільських споминів» (рос. Из деревенских воспоминаний). Художниця активно співпрацювала з видавництвом «Посредник», до якого її заохочували Лев Толстой, який мав можливість познайомитися з її творчістю, а також сам Іван Ситін (власник найбільшого видавництва в дореволюційній Росії), які часто купували твори Єлизавети. На початку 90-х років XIX століття художниця працювала над ілюстраціями до оповідання Миколи Лєскова «Ображена Нетета» (рос. Оскорблённая Нетэта). У 1907 році в Парижі Ілля Сергійович Лапін видав два альбоми її листівок — «Усього потроху» (рос. Всего понемножку) і «Хоч би й сережку для милого друга» (рос. «Для милого друга хоть серёжку из ушка»).
На початку ХХ століття художниця відкрила для себе новий вид графічного мистецтва — оригінальні епізодичні листівки, які друкувалися багатьма видавництвами. Підписані її іменем, вони користувалися великою популярністю і багато разів перевидавалися. За підрахунками, було видано понад 300 листівок за дизайном Єлизавети Бьом — від них віє щирістю та сердечністю. Співпраця художниці зі Спільнотою святої Євгенії (рос. Общиной Св. Евгении), яка займалася виготовленням і розповсюдженням листівок, виявилася дуже плідною. Великою популярністю листівки користувалися ще й тому, що зображували характерні для Росії образи та сюжети, а не акцентували увагу на чужоземній тематиці. Їхні кольори, мотиви та унікальні написи зробили листівки з підписом Єлизавети Бьом дуже бажаними для колекціонерів.

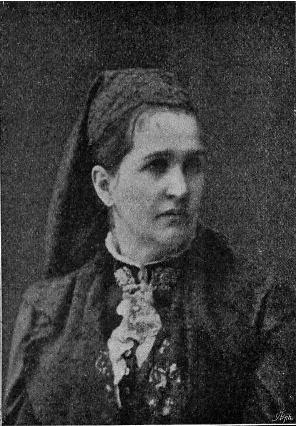
Єлизавета Бьом (1901)

Малювала листівки та ілюструвала журнали для дітей — «Zabaweczka» (рос. Игрушечка, 1882—1886) та «Malestwo» (рос. Малютка, 1886—1887); зробила ілюстрації до російської народної казки «Ріпка» (рос. Репка, 1882). Працювала над альбомами для дітей: «Прислів'я в силуетах» (рос. Пословицы в силуэтах, 1884), «Прислів'я і приказки в силуетах» (рос. Поговорки и присказки в силуэтах, 1885). Створила ілюстрації до казок Івана Крилова та циклу оповідань Івана Тургенєва «Записки мисливця». Серед інших її відомих проєктів — листівки із зображеннями Олександра Пушкіна, Михайла Ломоносова, Московського державного університету та листівка з чорно-білим малюнком Ваньки Жукова (персонажа оповідання Антона Чехова), який спить над аркушем паперу. Остання листівка була перевидана в Росії аж 21 раз.
У першому десятилітті ХХ століття Єлизавета Бьом співпрацювала з видавництвом уродженця Варшави Мавриція Болеслава Вольфа (1825—1883), яке опублікувало серію її книг під назвою «Моя перша книга» (рос. Моя первая книга. . .). Водночас роботи художниці отримали визнання за кордоном. Її силуети перевидавалися в Берліні, Парижі, Лондоні, Відні та у США. За свої роботи мисткиня отримала багато міжнародних нагород. Роботи Єлизавети Бьом брали участь у всесвітніх виставках — у Парижі (1900), Мюнхені (1902) та Мілані (1906) — на всіх вони були нагороджені медалями, а в Мілані художниця отримала золоту медаль.
У 1904 році помер чоловік художниці. Останні роки життя вона сама багато хворіла, тому менше часу приділяла праці. Перед початком Першої світової війни, коли їй був 71 рік, овдовівша й самотня, змушена продати Страдіварі й безліч картин, прощаючись із онуками, які йшли на фронт, Єлизавета Бьом писала: «Я все ще працюю, не звертаючи уваги на слабкий зір і біль від перевтомлених рук… Я працюю не через потребу, мені дуже подобається моя робота. . . Я дякую Богові за задоволення, яке мені подарувало моє покликання. А скільки чудових людей я завдяки йому зустріла, скільки дорогих, дружніх стосунків він мені подарував. . .».
У 1913—1914 роках Ілля Сергійович Лапін видав у Парижі «Абетку» (рос. Азбука) Єлизавети Бьом. Це було надзвичайно ефектне видання у вигляді великих аркушів з великою кількістю (7-10) малюнків і концепцією для кожної літери, над якими художниця працювала в останні роки свого життя. «Абетка» була надрукована на французькому крейдяному папері та в розкішній палітурці (тверда палітурка зі срібними пряжками).
Єлизавета Бьом померла 25 липня 1914 року, за тиждень до початку Першої світової війни. Похована поряд з чоловіком на Новодівичому цвинтарі в Петербурзі.

## Художній стиль
Головними персонажами творів Єлизавети Бьом були діти, яких вона зобразила у власному, сентиментальному стилі — у властивій їм зворушливій наївності.

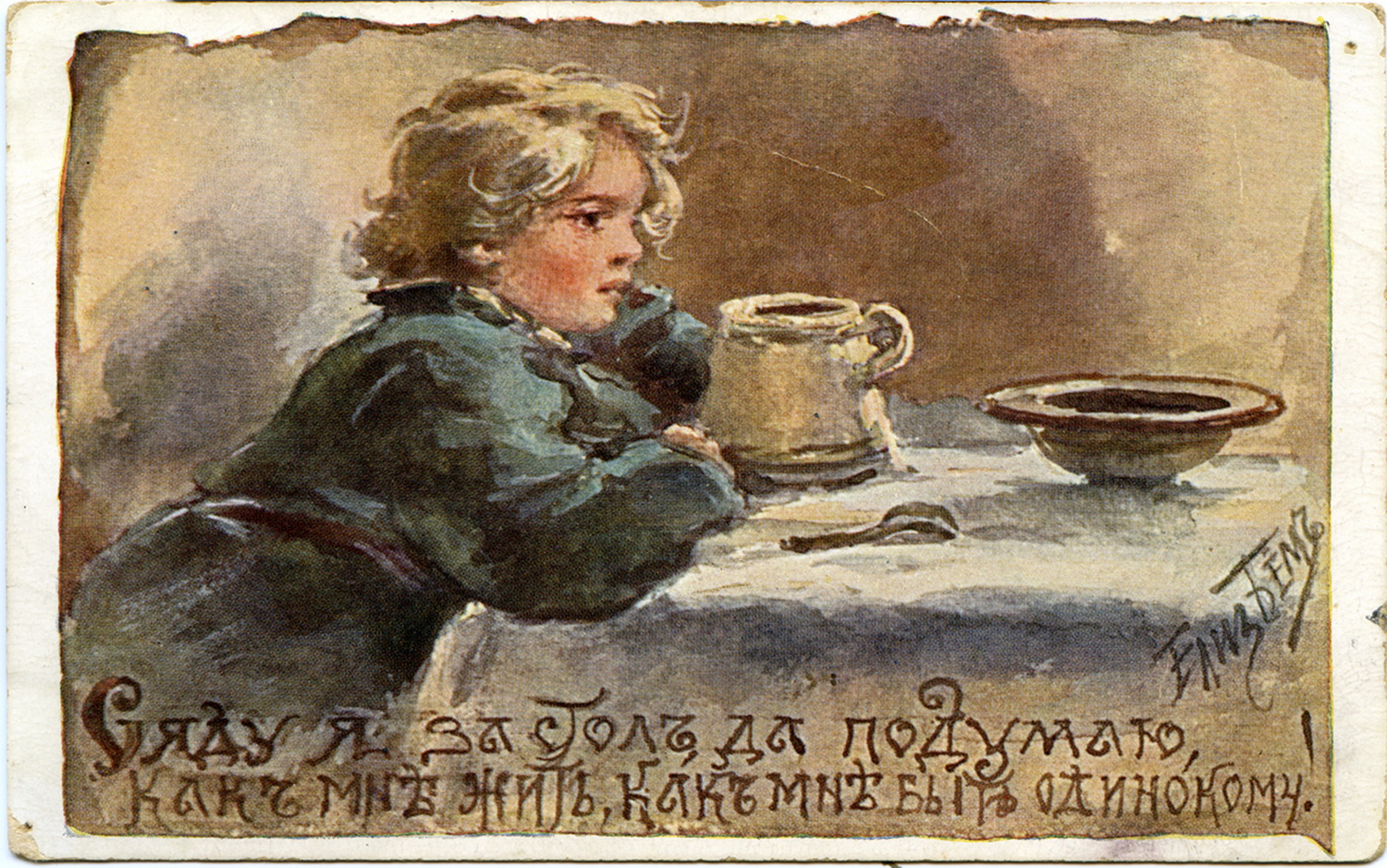
«Сяду я за стіл і подумаю, як я мені жити, як мені бути самотньому!»

Сучасні критики вказували на унікальний стиль творчості Єлизавети Бьом, який бажали наслідувати чимало митців, що безпосередньо випливало з великої популярності її творів. Для її творчості характерними були, з-поміж іншого, жарти, прислів'я, загадки та рядки віршів, розміщені буквально скрізь — від листівок до прикрас на скляному посуді. Наприклад, на листівці із зображенням дівчини, яка малює ляльку, Бьом помістила напис: «Не моя вина, що обличчя криве» (рос. Це не моя вина, что рожа крива). Інший приклад — листівка з дівчиною в оточенні ляльок, яким вона готуює їжу. Напис: «На свято. Купити щі. Щоб гості приходили!» (рос. На праздник. Купите щи. Чтобы гости шли!).
Деякі листівки навіть стосувалися філософської тематики. Прикладом може слугувати листівка, на якій зображено білявого хлопчика, котрий сидить за столом у глибоких роздумах. Перед ним велика тарілка, а на задньому плані напис: «Сиджу за столом і думаю. Як я маю жити. Як мені бути самотньому!» (рос. «Сяду я за стол да подумаю. Как мне жить. Как мне быть одинокому!»).
На одній із листівок є рядки вірша, а під ними ініціали — К. Р.: «Я подарую тобі на іменини букет, багато барвистих, запашних квітів: дика троянда з диким жасмином і великим кленовим листям» (рос. Я нарву вам букет к именинам, много пестрых пахучих цветов: и шиповнику с диким жасмином и широких кленовых листов). К. Р. — поетичний псевдонім князя Костянтина Костянтиновича Романова (1858—1915) — ерудита, поета, музиканта й актора.

## Вибрані графічні проєкти

### Листівки

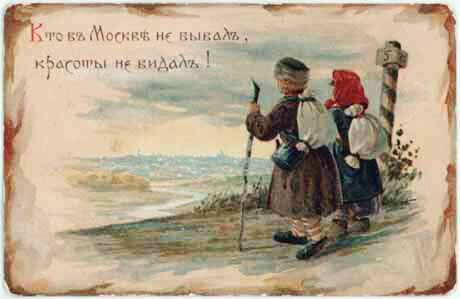
Листівка; на задньому плані напис: «Хто в Москві не бував, той краси не бачив» (рос. Кто в Москве не бывал, красоты не видал!)
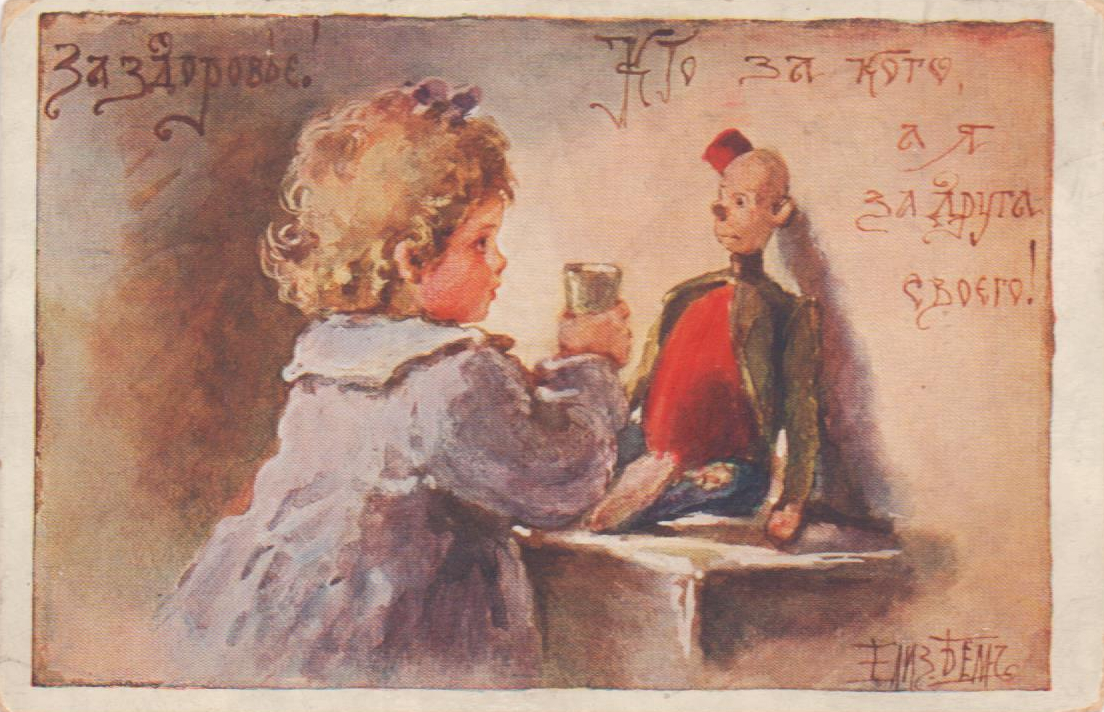
На задньому плані напис: "Хто для кого, а я за друга свого!" (рос. Кто за кого, а я за друга своего!)

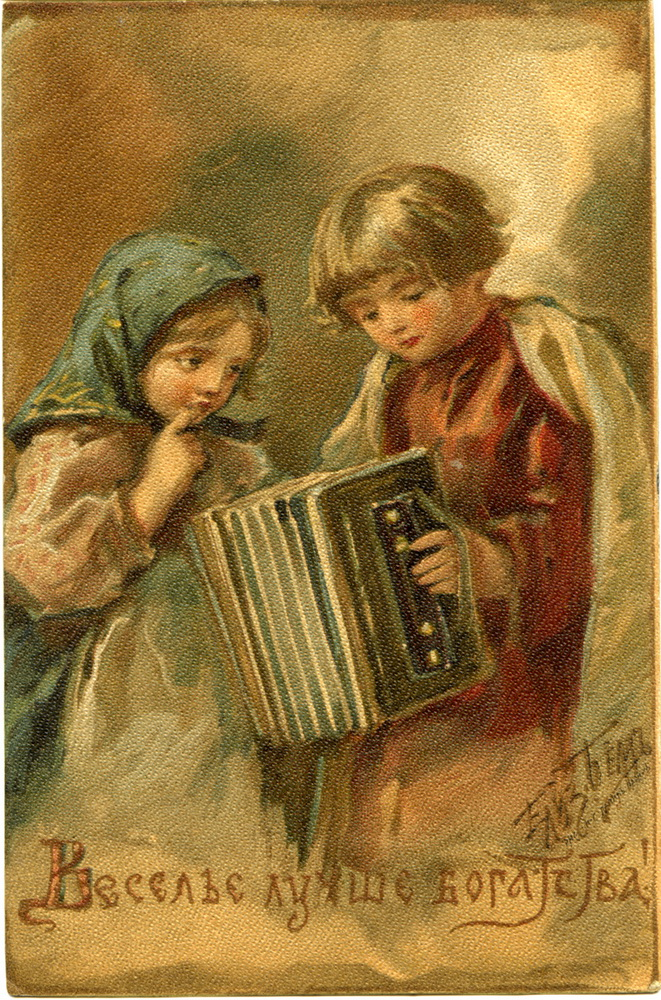
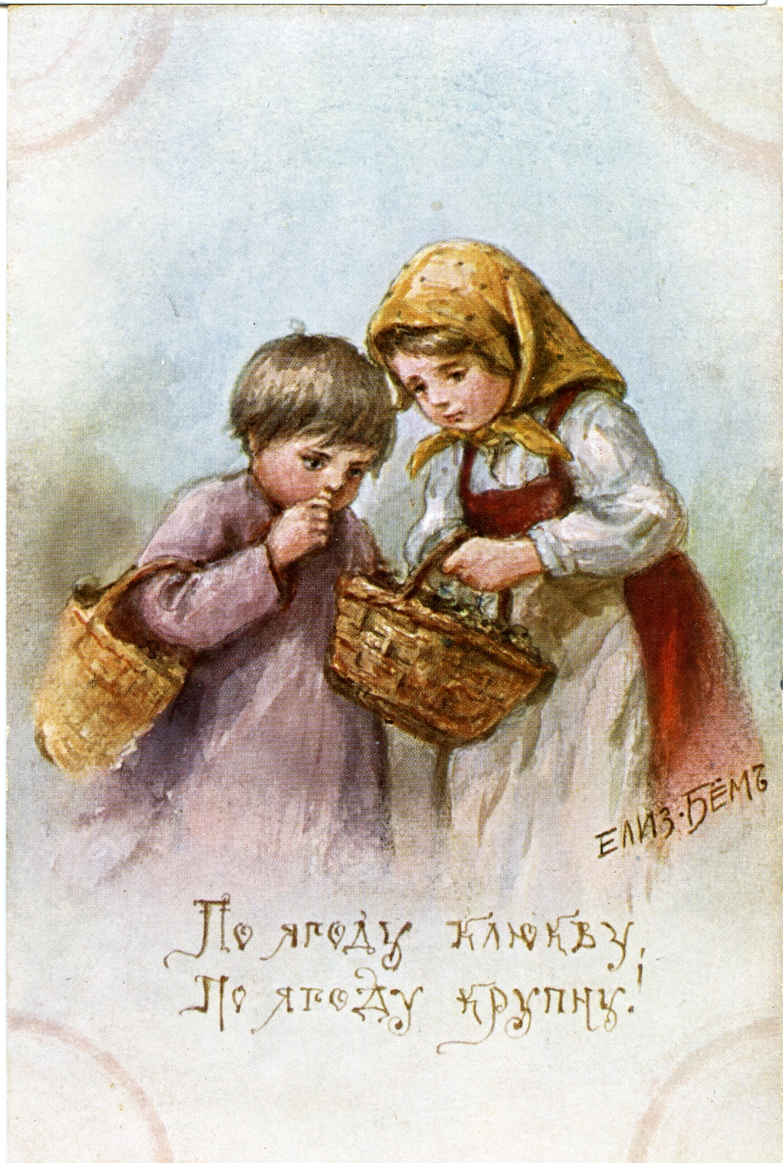
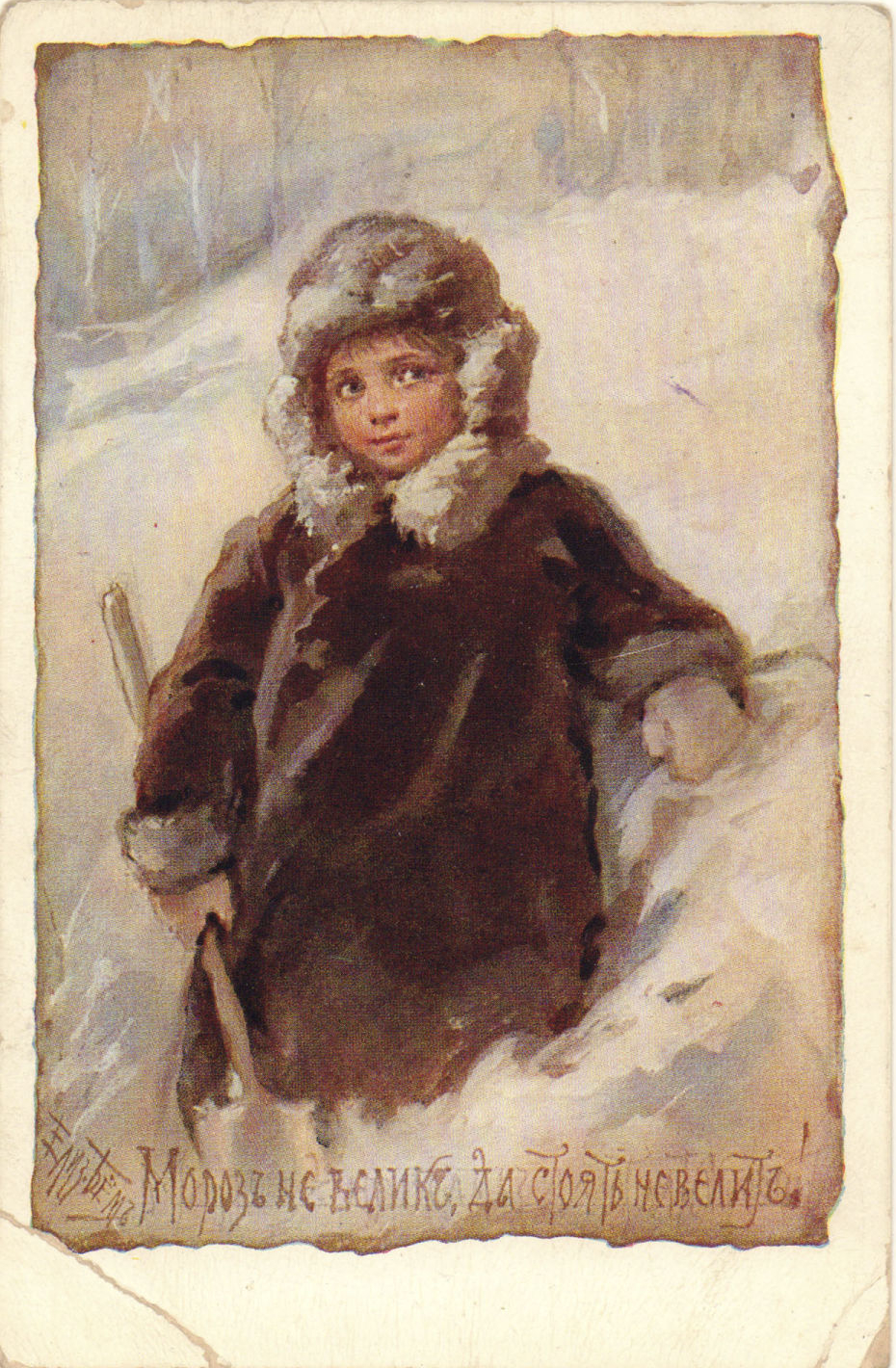
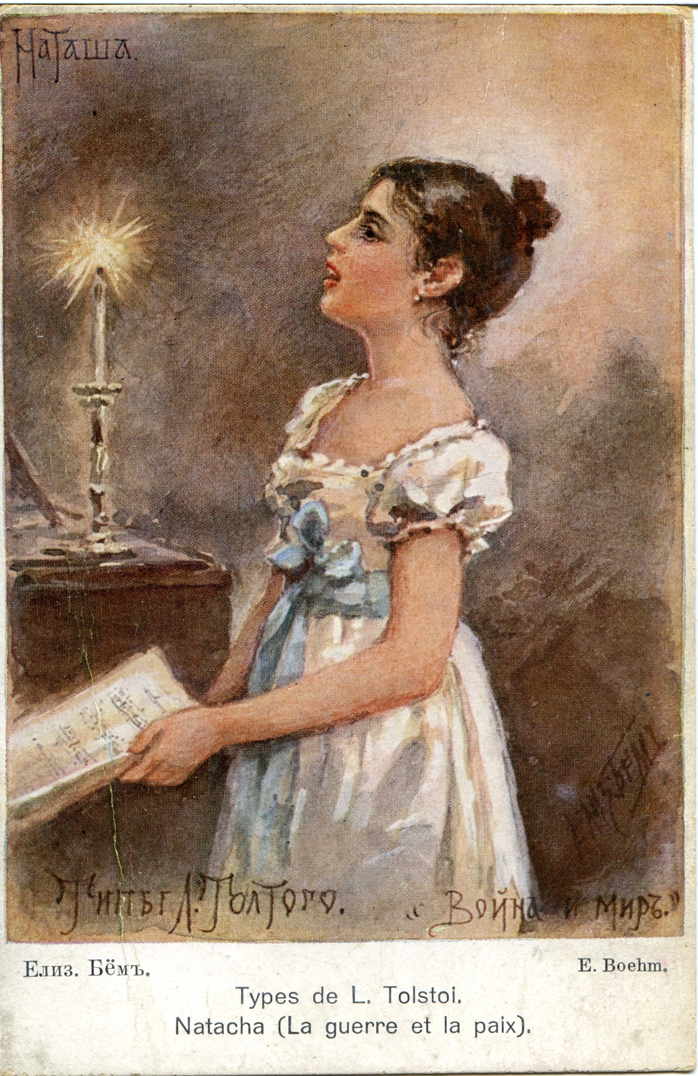
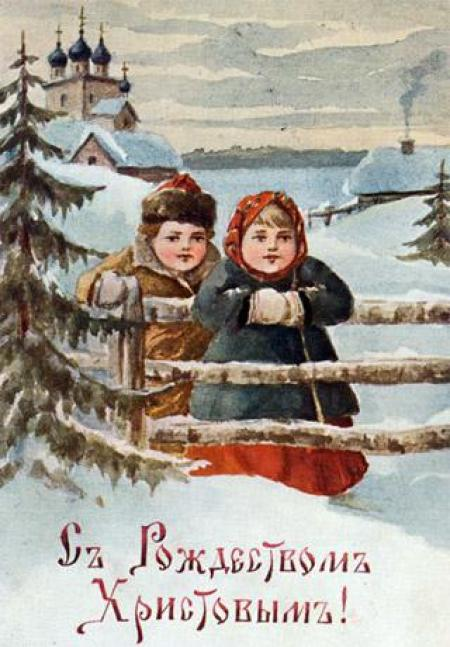
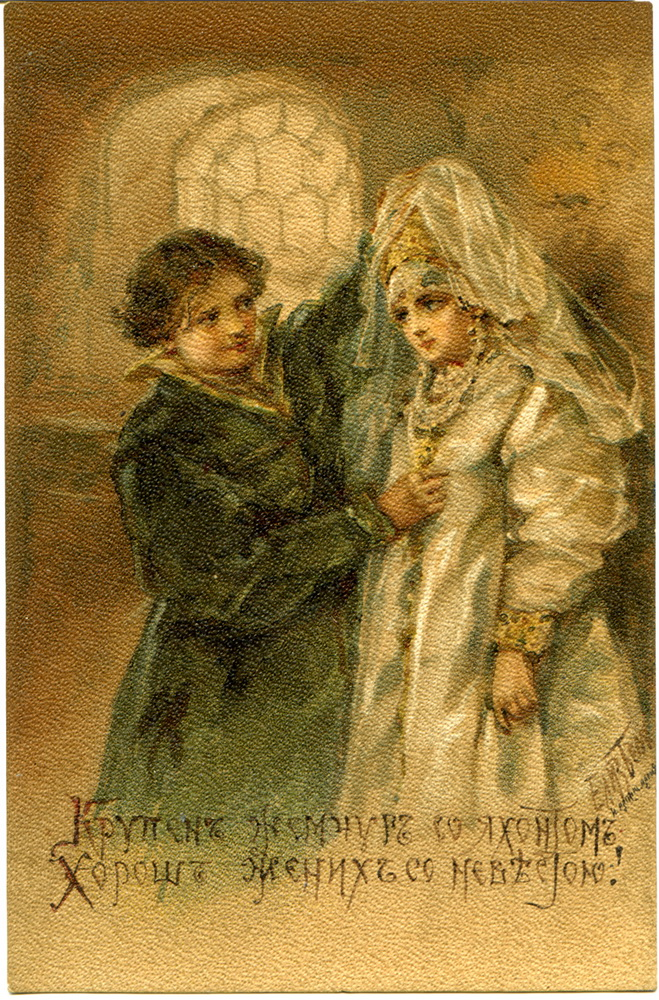
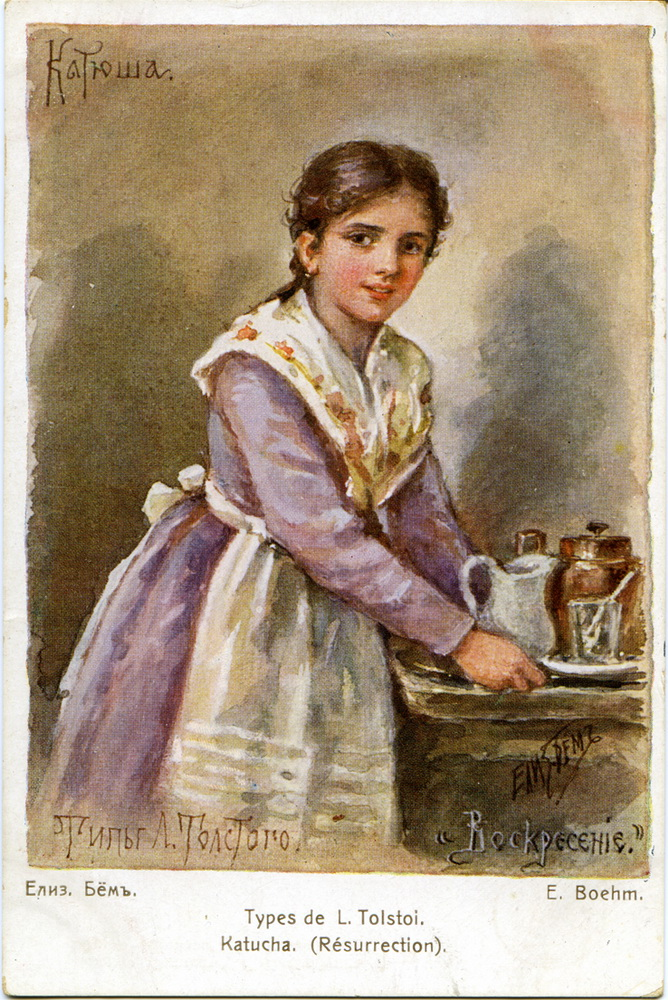

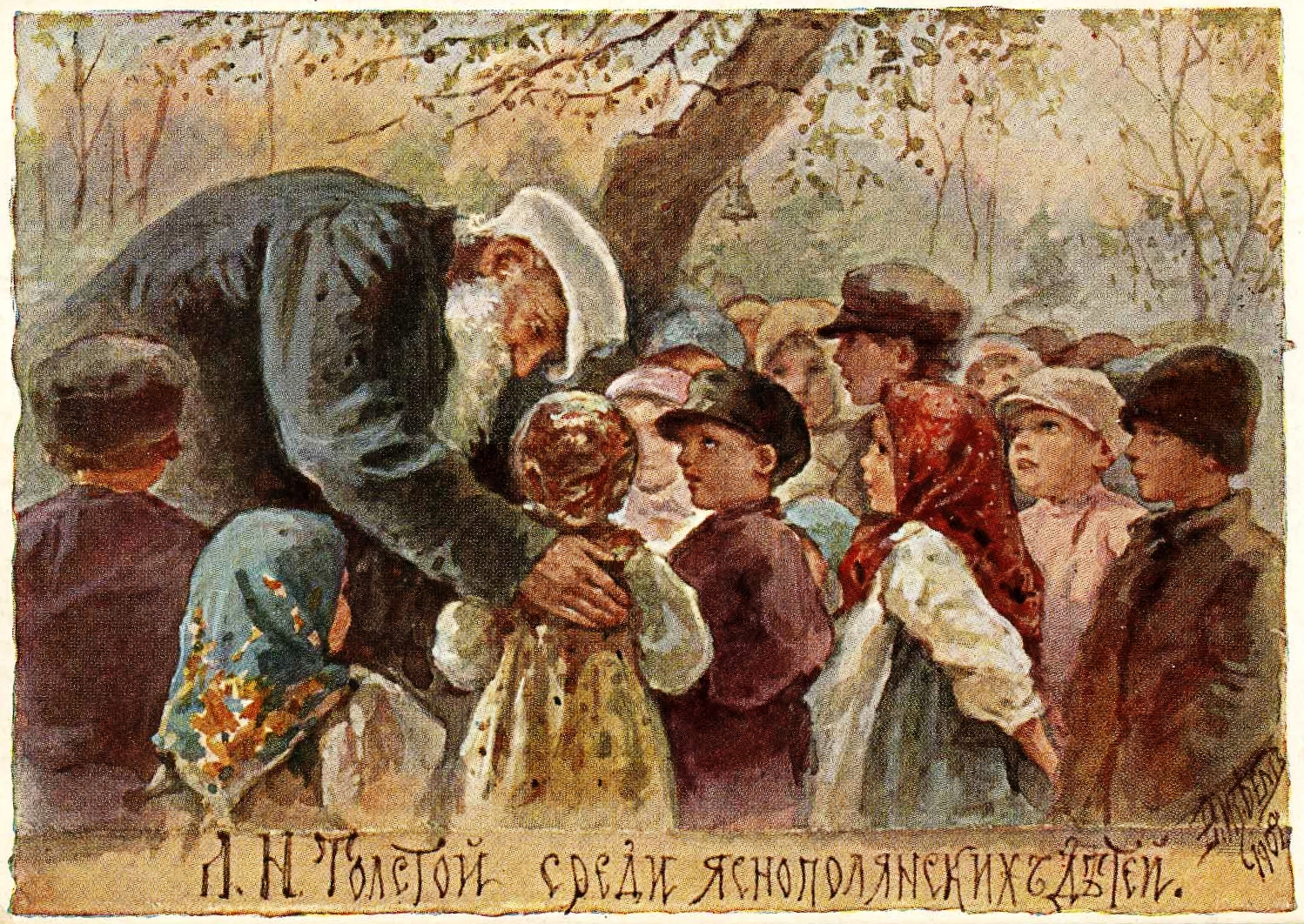
На задньому плані напис: «Л.Н. Толстой ...»

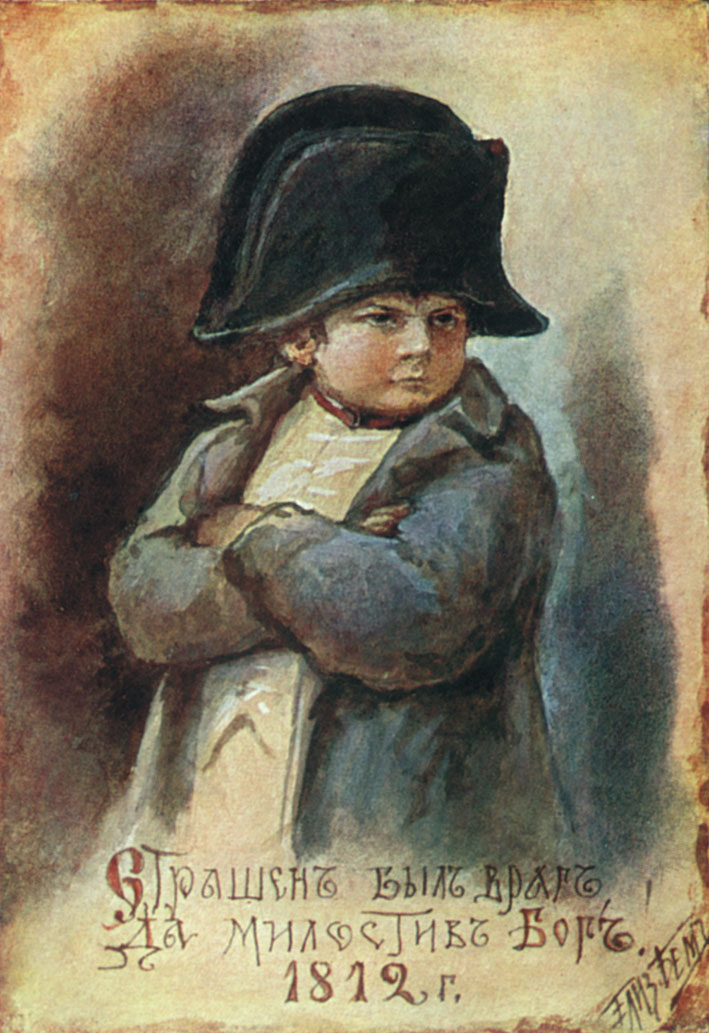
На задньому плані напис: «Був ворог страшний, але Бог милостивий, 1812».
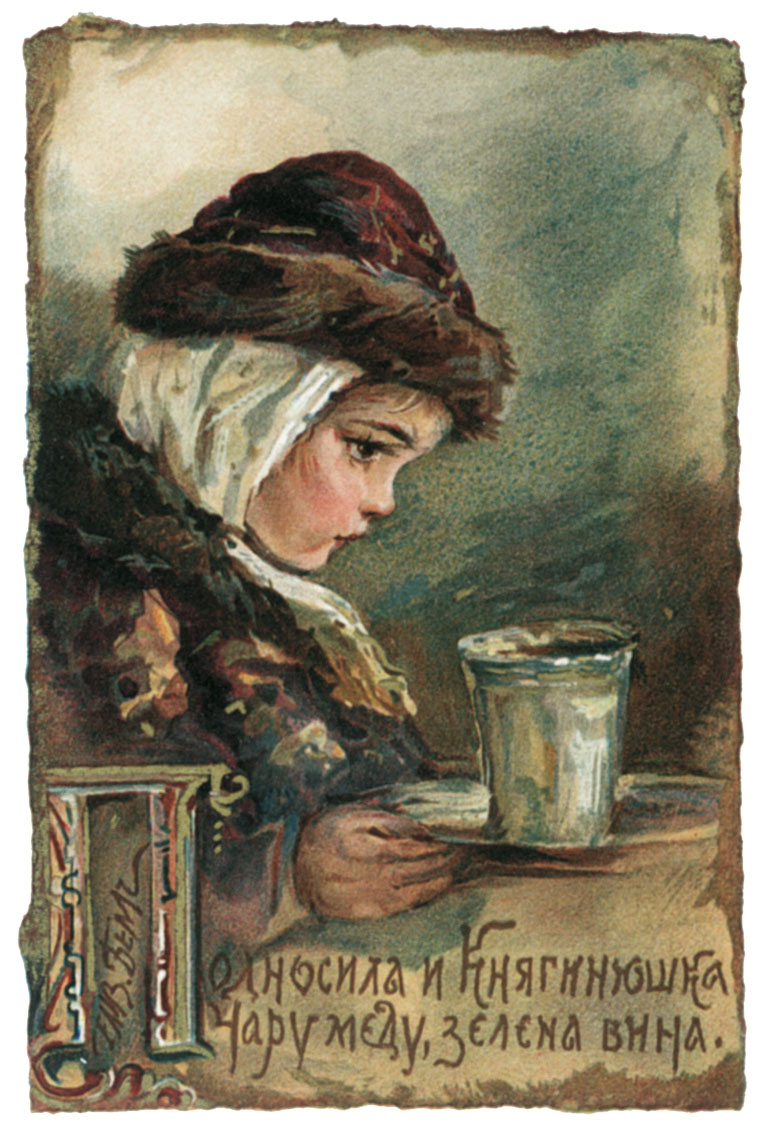
На задньому плані напис: «Приносила княжна чашу меду, зелена вина»

### «Алфавіт» (рос. Азбука) Єлизавети Бьом

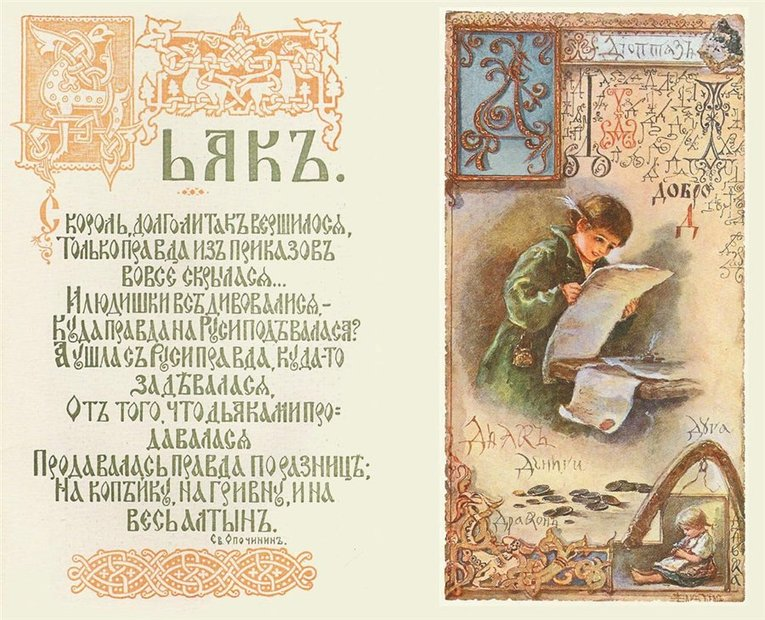
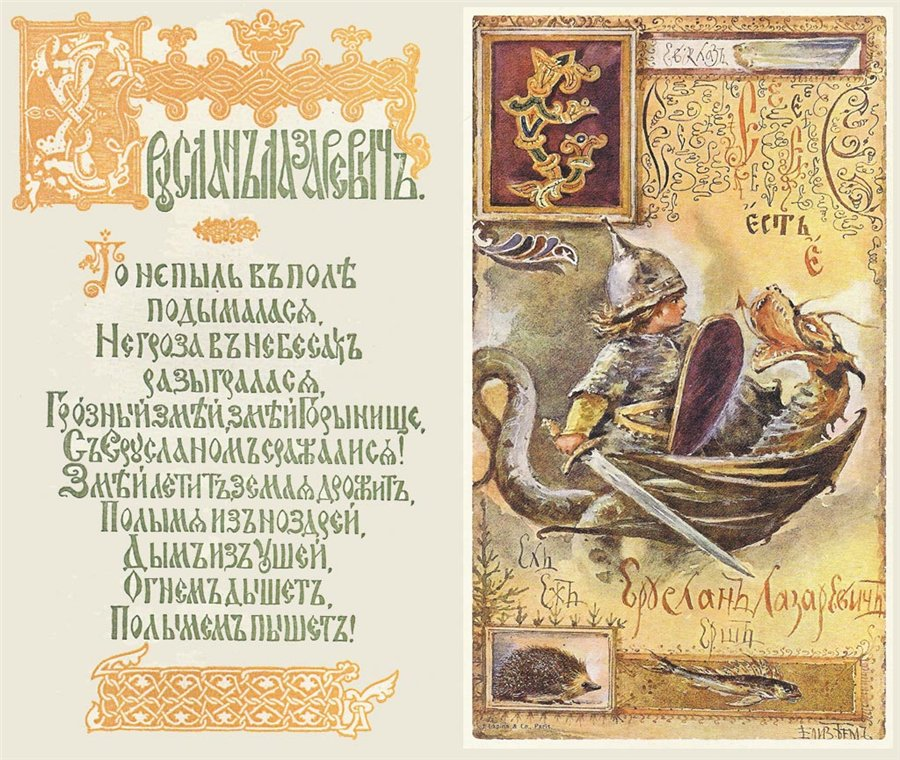
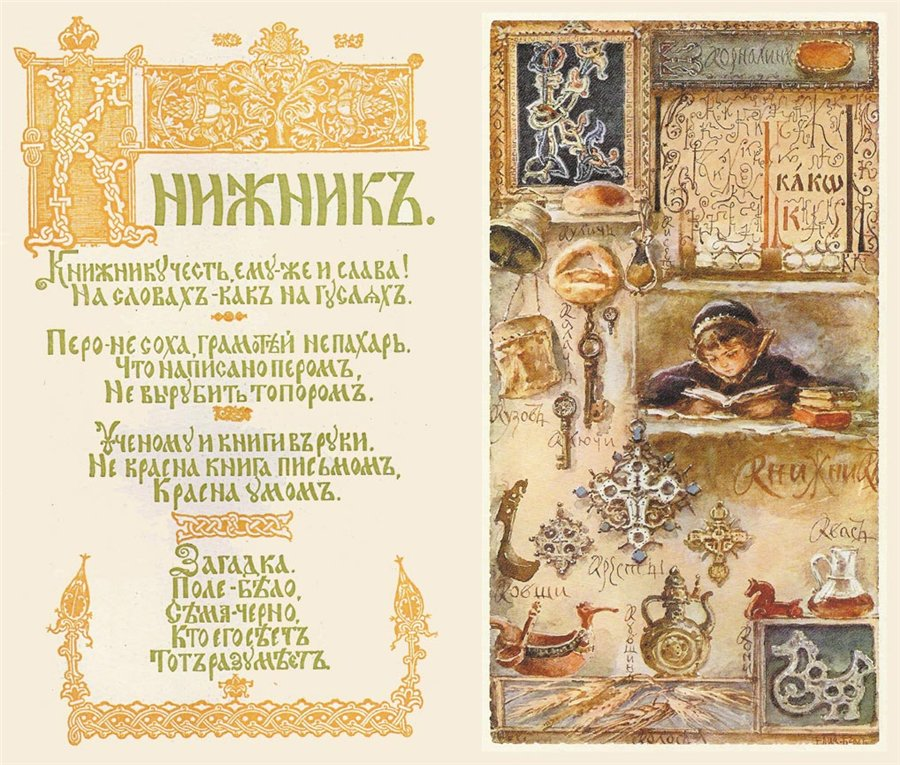
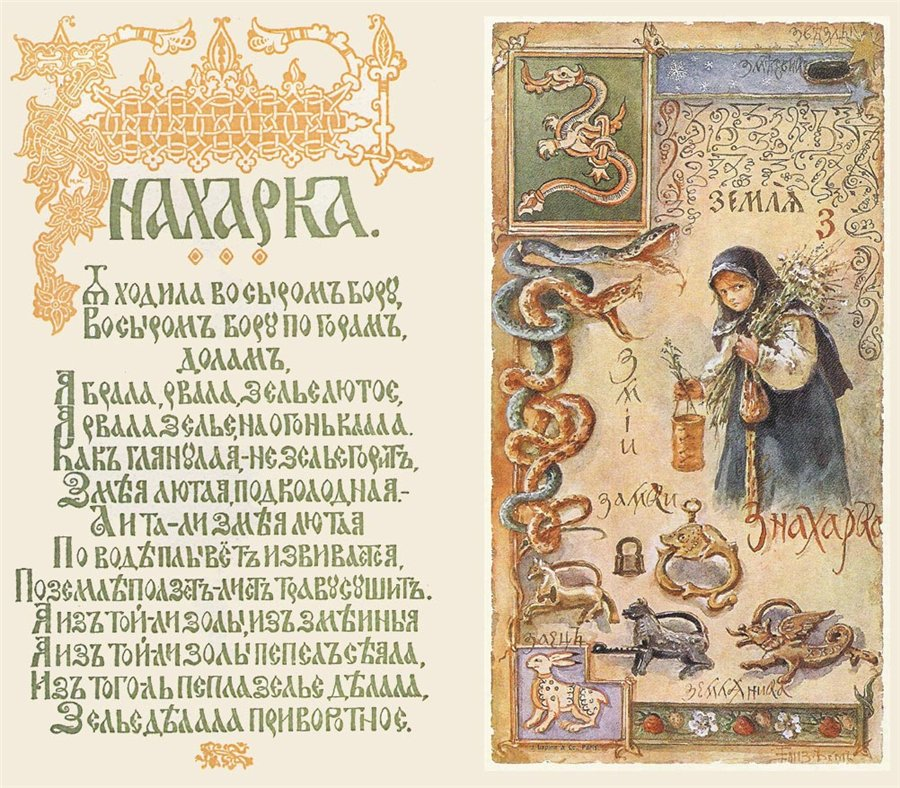